# Daniel Anker (Journalist)
Daniel Anker (* 17. September 1954 in Schaffhausen) ist ein Schweizer Journalist und Autor von Bergbüchern und alpinen Führern aus der Schweiz.

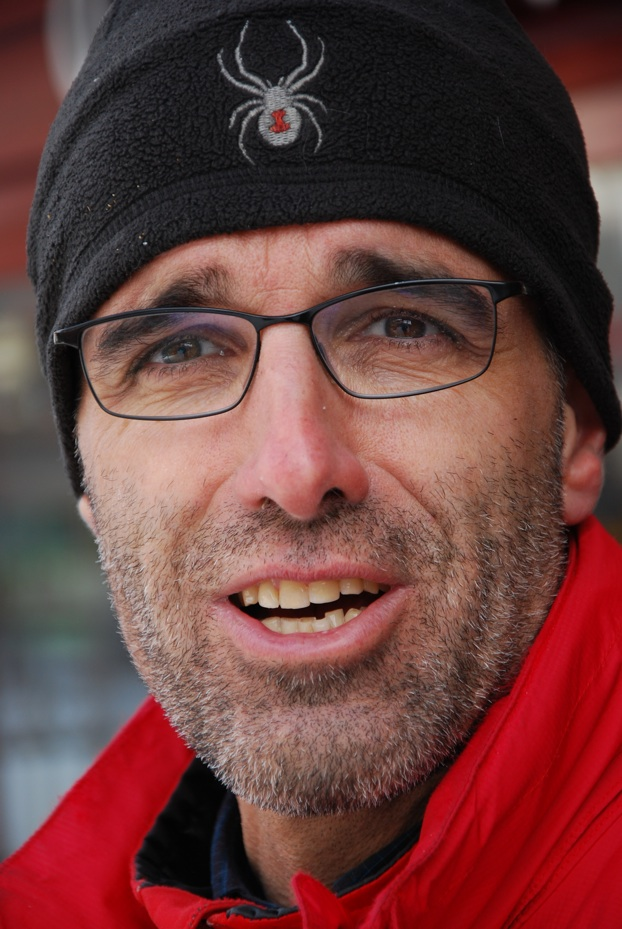
Daniel Anker (2009)

## Leben
Daniel Anker schloss das Studium der Schweizer Geschichte an der Universität Bern mit einer Arbeit über den Schweizer Alpen-Club ab und arbeitet als freier Reisejournalist und Bergpublizist. Der Ururneffe des Kunstmalers Albert Anker lebt mit seiner Familie in Bern. Als Bergsteiger unternahm er klassische Touren in den Alpen; heute vor allem Bergwanderungen und Skitouren.

## Publizistisches Schaffen
Anker ist Verfasser mehrerer Skitouren-, Wander- und Radführer für viele Regionen der Schweiz sowie für Lac Léman, Côte d’Azur, Languedoc-Roussillon und Kalifornien. Im Zürcher AS Verlag gibt er Bergmonografien über herausragende Gipfel der Alpen heraus, unter anderem Eiger, Jungfrau, Mönch, Finsteraarhorn, Piz Bernina, Bietschhorn, Monte Rosa. Neben der Mitarbeit bei die Die Alpen (Schweizer Alpen-Club) und Les Sports Modernes ist er Rezensent beim Schweizerischen Bibliotheksdienst SBD und Verfasser einer wöchentlichen Buchrezension über alpine Literatur «Ankers Buch der Woche».

## Mitgliedschaften
- Schweizer Alpen-Club
- Club Alpino Italiano
- Società Alpinistica Valmaggese
- Akademischer Alpenclub Bern
- Stiftungsrat der King Albert I Memorial Foundation
- Internationale Paul Preuss-Gesellschaft
- Österreichischer Alpenklub

## Auszeichnungen
- Auszeichnung für besondere Leistungen im Bereich Sport und Umwelt durch Naturfreunde Schweiz

## Werke (Auswahl)
- Jungfrau – Zauberberg der Männer, AS Verlag, Zürich 1996
- Finsteraarhorn – die einsame Spitze, AS Verlag, Zürich 1997
- Eiger – die vertikale Arena, AS Verlag, Zürich 1998
- Piz Bernina – König der Ostalpen, AS Verlag, Zürich 1999
- Titlis – Spielplatz der Schweiz, AS Verlag, Zürich 2001
- Mönch – Mittelpunkt im Dreigestirn, AS Verlag, Zürich 2002
- Piz Palü – Dreiklang in Fels und Eis, AS Verlag, Zürich 2003 (mit Hans Philipp)
- Bietschhorn – Erbe der Alpinisten, AS Verlag, Zürich 2004 (mit Marco Volken)
- Monte Rosa – Königin der Alpen, AS Verlag, Zürich 2009 (mit Marco Volken)
- Weisshorn – der Diamant des Wallis, AS Verlag, Zürich 2011 (mit Marco Volken)
- Dom & Täschhorn – Krone der Mischabel, AS Verlag, Zürich 2012 (mit Marco Volken und Caroline Fink)
- Matterhorn – Berg der Berge, AS Verlag, Zürich 2015
- Blüemlisalp – Schneezauber der sieben Berge, AS Verlag, Zürich 2018
- Wetterhorn – Hohe Warte über Grindelwald und Rosenlaui, AS Verlag, Zürich 2021
- Oben statt unten. Der Schweizer Alpen-Club und die Politik, die Gesellschaft und die Ideologie der Berge. Unveröffentlichte Lizentiatsarbeit, Universität Bern 1986
- Corti-Drama. Tod und Rettung am Eiger 1957-1961, AS Verlag, Zürich 2007 (mit Rainer Rettner)
- Berner Oberland West, Rother Wanderführer, München 1994
- Berner Oberland Ost, Rother Wanderführer, München 1995
- Côte d’Azur, Rother Wanderführer, München 1998
- Gruyère – Diablerets. Freiburger und Waadtländer Alpen, Rother Wanderführer, München 2006 (mit Ralph Schnegg)
- Languedoc – Roussillon, Rother Wanderführer, München 2007 (mit Jacques Maubé)
- Berner Oberland. 50 Touren zwischen Eigerwand und Emmental, Rother Wanderbuch, München 2009
- Die Klettersteige der Schweiz, AT Verlag, Aarau/SAC Verlag, Bern 2010 (mit Eugen E. Hüsler)
- Skitouren Berner Alpen Ost. Hohgant bis Aletschhorn, SAC Verlag, Bern 2004 (mit Ralph Schnegg)
- Skitouren Berner Alpen West. Gantrisch bis Wildhorn, SAC Verlag, Bern 2006 (mit Ralph Schnegg)
- Skitouren Freiburger und Waadtländer Alpen. La Berra bis Dent de Morcles, SAC Verlag, Bern 2008 (mit Ralph Schnegg)
- Berner Oberland, Rother Skiführer, München 2008
- Als Herausgeber: Helvetia Club. 150 Jahre Schweizer Alpen-Club (SAC). SAC-Verlag, 2013.[1]
- Rund um Bern, Rother Wanderführer, München 2013
- Alpinwandern/Gipfelziele Freiburg, SAC Verlag, Bern 2014 (mit Manuel Haas).
- Emmental mit Oberaargau und Entlebuch, Rother Wanderführer, München 2015
- Gipfelziele im Tessin. 88 Wanderungen zwischen Gotthard und Generoso, Rotpunktverlag, Zürich 2017 (mit Thomas Bachmann)
- Après-Lift. 49 Skitouren auf Ex-Bahn-Berge der Schweiz, AS Verlag, Zürich 2022
- WasserRauschen. Von der Aare bis zur Birs. 51 Wanderungen an bernischen Fliessgewässern, AS Verlag, Zürich 2022
- Aarehöger. Aargrat zum Acheberg. 70 Gipfelwanderungen am grössten Fluss der Schweiz, AS Verlag, Zürich 2024